# Titularbistum Silandus
Silandus (ital.: Silando) ist ein Titularbistum der römisch-katholischen Kirche.
Es geht zurück auf ein früheres Bistum der antiken Stadt Silandos in der kleinasiatischen Landschaft Lydien im Westen der heutigen Türkei. Es gehörte der Kirchenprovinz Sardes an
| Titularbischöfe von Silandus |                        |                                                   |               |                  |
| Nr.                          | Name                   | Amt                                               | von           | bis              |
| 1                            | Jules Prosper París SJ | Apostolischer Vikar von Kiangnan (Republik China) | 6. April 1900 | 13. Mai 1931     |
| 2                            | James Albert Duffy     | emeritierter Bischof von Grand Island (USA)       | 7. Mai 1931   | 12. Februar 1968 |